# Путевой ключ
Путевой ключ — путевой инструмент для завинчивания и отвинчивания гаек стыковых болтов, клеммных и закладных болтов. Применяется на производственных базах путевых машинных станций, а также при ремонте и текущем содержании железнодорожного пути.

## Принцип работы
С начала 1960-х годов широкое распространение получили путевые ключи с электрическим приводом. Принцип действия такого инструмента основан на преобразовании вращательного движения вала электродвигателя в ударно-импульсное движение головки ключа, завинчивающей или отвинчивающей гайку. Кулачки головки находятся в зацеплении с кулачками молотка преобразователя. При возрастании сопротивления завинчиванию молоток перемещается, кулачковое зацепление разъединяется и молоток наносит удар по кулачкам головки ключа. Таким образом происходит ударно-поворотное воздействие на гайку, преодолевающее дополнительное сопротивление при затяжке и особенно при отвинчивании гаек.

## Технические параметры
- Мощность электродвигателя — 0,4 кВт
- Время завинчивания и отвинчивания — 5-6 сек
- Масса путевого ключа — 27 кг

## Разновидности
Для работы вручную используют гаечные ключи с различным размером зева под гайки в зависимости от типа рельсов. Выпускаются путевые электрогаечные ключи для стыковых болтов с горизонтальной головкой и путевые гаечные ключи для клеммных и закладных болтов с вертикальной головкой.